# Horisontellt koordinatsystem

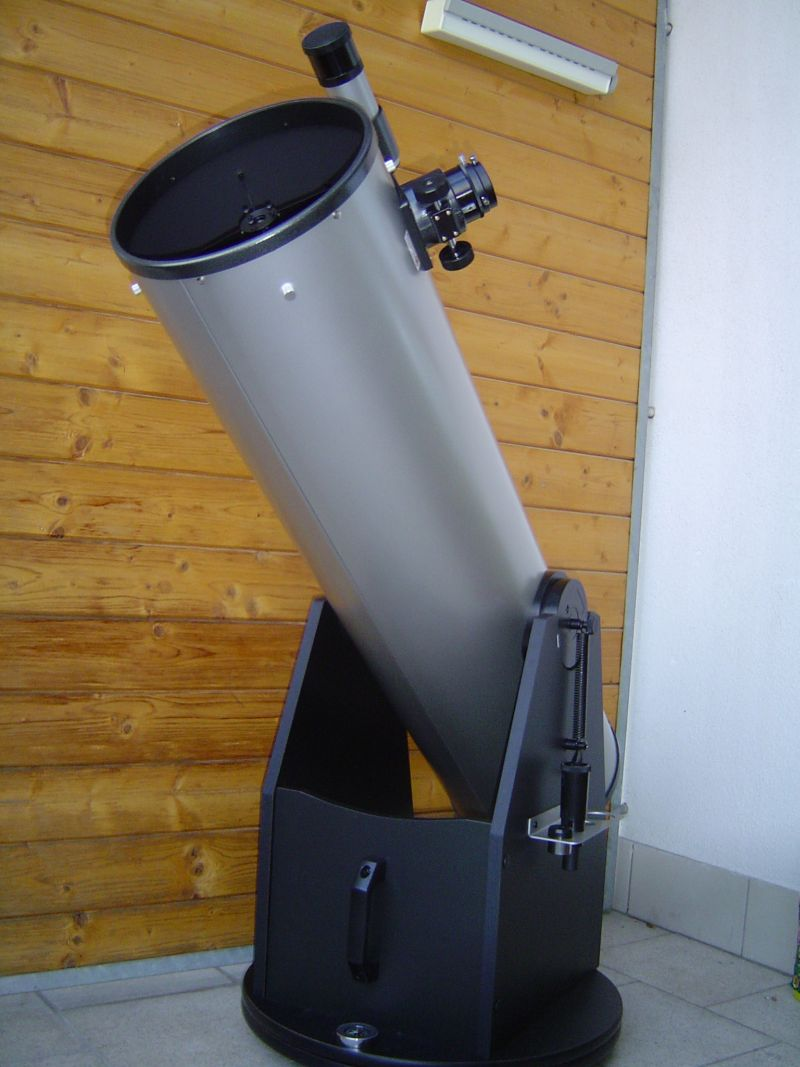
Ett "trottoarteleskop" med vridbar basplatta för azimutinställning och en "gungbrädeupphängning" för altitudinställning.

Ett horisontellt koordinatsystem används inom astronomi för att ange läget av objekt i förhållande till horisonten. Ett horisontellt system är topocentriskt (det vill säga har observatören i origo) och roterar med jorden (och observatören) kring jordaxeln i förhållande till stjärnhimlen. Systemets basplan är horisontalplanet, det vill säga tangentplanet till geoiden på observatörens plats, och som referensriktning (x-axel) väljs vanligtvis nordriktningen i astronomiska sammanhang (vid polerna får en annan referensriktning väljas - vid nordpolen finns det ingen nordriktning och vid sydpolen är alla riktningar nordriktningar), men i äldre tider valdes oftast sydriktningen. Det förekom också att sydriktningen valdes för norra halvklotet och nordriktningen för södra, så att middagssolen hade azimuten 0° när den stod i meridianen (se nedan), åtminstone vid dagjämningarna (mellan vändkretsarna ligger solen i norr vid junisolståndet och i söder vid decembersolståndet). Lodlinjen är vinkelrät mot horisontalplanet och utgör z-axel. Vanligtvis används sfäriska koordinater, där riktningen i horisontalplanet kallas azimut och vinkeln i förhållande till horisontalplanet kallas altitud (höjd). Azimuten motsvarar det väderstreck objektet befinner sig i sett från observatören med norr 0°, öster 90°, söder 180° och väster 270° (det vill säga vinkeln mot nordriktningen räknat medurs sett från zenit). För altituden motsvarar 0° horisontalplanet, 90° zenit och -90° nadir. I stället för altitud kan man ange zenitvinkeln som är 90° minus altituden och motsvarar vinkeln mot lodlinjen, med zenit 0°, horisonten 90° och nadir 180°. Med höjdcirkeln avses storcirkeln genom zenit, objektet och nadir, medan med meridianen avses storcirkeln genom norra himmelspolen, zenit, södra himmelspolen och nadir. Meridianen skär horisontalplanet i nordpunkten och sydpunkten. Ett objekt som "står i söder (eller norr)" befinner sig i meridianen och når då sina högsta (i den lokala meridianen) och lägsta altituder.
Inom geodesi används beteckningen "topocentriska koordinater" som synonym till horisontella koordinater (i övrigt används geocentriska koordinater som enda alternativ, medan astronomin - som behandlar objekt belägna utanför jorden - använder flera olika topocentriska koordinatsystem beroende på ändamål).
Som synonym till horisontell används även altazimutal (från "altitud" och "azimut"), speciellt vad avser upphängningskonstruktionen hos teleskop (och andra instrument, som teodoliter). Stora teleskop är numera oftast monterade "altazimutalt", med en axel parallell med lodlinjen och en vinkelrät mot denna och ställs in med azimut och altitud. Altazimutal montering används också för så kallade "trottoarteleskop". Vanliga huvuden till kamerastativ är också altazimutala. En altazimutal montering är enkel, stabil och billig, men har som nackdel mot en ekvatoriell montering (med en axel parallell med jordaxeln i stället för med lodlinjen) att både azimut och altitud måste ändras för att följa den förflyttning av objektet på himlen som orsakas av jordens rotation kring sin egen axel (vilket för en ekvatoriell montering kan skötas av ett urverk som vrider axeln med en jämn hastighet av ett varv per sideriskt dygn - när väl deklinationen är inställd, ändras ju endast timvinkeln för ett objekt som är någorlunda stationärt i förhållande till fixstjärnorna). Altazimutal montering kallas även "azimutal montering".

## Omvandling mellan horisontella koordinater och (topocentriska) ekvatoriella koordinater

Figur 1. Himmelssfären med meridianen som "omkrets".

För avlägsna objekt kan topocentriska ekvatoriella koordinater användas som en god approximation till geocentriska ekvatoriella koordinater. Approximationen ger ett fel på, som högst, strax över en grad för månen, betydligt mindre för solen (under 9 bågsekunder) eller planeterna och felet är helt försumbart för fixstjärnorna. För mera närliggande objekt, eller större precision, får de topocentriska ekvatoriella koordinaterna omvandlas till geocentriska ekvatoriella koordinater eller vice versa (vilket görs via kartesiska koordinater). Vi har:
{\displaystyle Azimut:Az}
{\displaystyle Altitud:Alt}
{\displaystyle Deklination:\delta }
{\displaystyle Rektascension:\alpha \ (i\ grader)}
{\displaystyle Observat{\ddot {o}}rens\ timvinkel:H\ (i\ grader)} (Se artikeln timvinkel.)
{\displaystyle Observat{\ddot {o}}rens\ latitud:\varphi }
{\displaystyle Observat{\ddot {o}}rens\ sideriska\ tid\ (stj{\ddot {a}}rntid):t_{sid}\ (i\ grader)} (Se artikeln stjärntid.)

### Från ekvatoriella till horisontella
{\displaystyle H=t_{sid}-\alpha }
{\displaystyle Alt=\arcsin \left(\sin \varphi \cdot \sin \delta +\cos \varphi \cdot \cos \delta \cdot \cos H\right)}
{\displaystyle Az=\arcsin \left({\frac {-\sin H\cdot \cos \delta }{\cos Alt}}\right)=\arccos \left({\frac {\sin \delta -\sin \varphi \cdot \sin Alt}{\cos \varphi \cdot \cos Alt}}\right)}

Härledning
Betrakta den sfäriska "himmelstriangeln" i figur 1 med hörn i objektet (S), zenit (Z) och norra himmelspolen (P). Vinkeln i P är lika med den lokala timvinkeln (H) och vinkeln i Z är lika med 360° minus azimuten (notera att azimuten räknas medurs från nordpunkten, N, sett från zenit; azimuten i figuren är alltså nästan 270°). Vinkeln i S kallas parallaxvinkel, men används inte i härledningen. "Sidorna" i triangeln är ZP (observatörens kolatitud = 90° minus latituden), ZS (objektets zenitvinkel = 90° minus altituden) och PS (objektets polvinkel = 90° minus deklinationen). Den sfäriska cosinussatsen för zenitvinkeln (motstående "sida" till timvinkeln) ger att:
{\displaystyle \cos \left(90^{\circ }-Alt\right)=\cos \left(90^{\circ }-\varphi \right)\cdot \cos \left(90^{\circ }-\delta \right)+\sin \left(90^{\circ }-\varphi \right)\cdot \sin \left(90^{\circ }-\delta \right)\cdot \cos H}
Eftersom {\displaystyle \cos \left(90^{\circ }-x\right)=\sin x} och {\displaystyle \sin \left(90^{\circ }-x\right)=\cos x} förenklas detta till:
{\displaystyle \sin \left(Alt\right)=\sin \varphi \cdot \sin \delta +\cos \varphi \cdot \cos \delta \cdot \cos H}
Vilket ger oss altituden:
{\displaystyle Alt=\arcsin \left(\sin \varphi \cdot \sin \delta +\cos \varphi \cdot \cos \delta \cdot \cos H\right)}
Vi kan nu beräkna azimuten med hjälp av den funna altituden genom att på samma sätt använda den sfäriska cosinussatsen för polvinkeln i stället, vilket ger som slutresultat:
{\displaystyle Az=\arccos \left({\frac {\sin \delta -\sin \varphi \cdot \sin Alt}{\cos \varphi \cdot \cos Alt}}\right)}
Vi kan också använda den sfäriska sinussatsen, som ger ett smidigare uttryck som resultat:
{\displaystyle {\frac {\sin \left(360^{\circ }-Az\right)}{\sin \left(90^{\circ }-\delta \right)}}={\frac {\sin H}{\sin \left(90^{\circ }-Alt\right)}}}
{\displaystyle \sin \left(360^{\circ }-Az\right)=\sin \left(-Az\right)=-\sin \left(Az\right)} och {\displaystyle \sin \left(90^{\circ }-x\right)=\cos x} förenklar detta till:
{\displaystyle {\frac {-\sin Az}{\cos \delta }}={\frac {\sin H}{\cos Alt}}}
vilket ger:
{\displaystyle Az=\arcsin \left({\frac {-\sin H\cdot \cos \delta }{\cos Alt}}\right)}

### Från horisontella till ekvatoriella
{\displaystyle \delta =\arcsin \left(\sin \varphi \cdot \sin Alt+\cos \varphi \cdot \cos Alt\cdot \cos Az\right)}
{\displaystyle H=\arcsin \left({\frac {-\sin Az\cdot \cos Alt}{\cos \delta }}\right)=\arccos \left({\frac {\sin Alt-\sin \varphi \cdot \sin \delta }{\cos \varphi \cdot \cos \delta }}\right)}
{\displaystyle \alpha =t_{sid}-H}
Härledningarna görs på samma sätt som för den motsatta omvandlingen. Först beräknas deklinationen med hjälp av den sfäriska cosinussatsen med avseende på polvinkeln (i stället för zenitvinkeln), sedan timvinkeln med hjälp av den sfäriska sinussatsen (eller cosinussatsen) med avseende på zenitvinkeln (i stället för polvinkeln) och till slut fås rektascensionen ur den framräknade timvinkeln.